# بيرسي غريفيث ديفيز
بيرسي غريفيث ديفيز هو سياسي كندي، ولد في 29 أكتوبر 1902 في إدمونتون في كندا، وتوفي في 1 أكتوبر 1990. حزبياً، نشط في حزب كندا المحافظ. وقد انتخب عضو مجلس العموم الكندي.